# Speak Now World Tour
El Speak Now World Tour és la segona gira musical de la cantant country, Taylor Swift, en suport del seu tercer àlbum d'estudi, Speak Now. Anunciat el novembre de 2010, la gira començarà a principis de 2011 a Àsia i viatjarà a Europa i Amèrica del Nord. El grup de rock nord-americà Needtobreathe servirà com a acte d'obertura de la part nord-americana de la gira.

## Antecedents
| « | "Estic molt emocionada de tornar a sortir de gira de nou el 2011! El Fearless Tour" Va ser molt divertit i encara més inoblidable del que mai imaginí, i no puc esperar per tornar a tocar la meva nova música de "Speak Now"! Els aficionats han estat tan increïbles i em sento molt contenta de presentar en noves ciutats de tot el món i conèixer encara més dels meus fans el 2011!" | » |

.
Per a la promoció del seu àlbum actual, Swift va esmentar l'entusiasme de la seva pròxima gira. Va assenyalar la gira seria "gran" i "àmplia"
En 23 novembre de 2010, diversos mitjans de comunicació, incloent la revista Billboard va anunciar la segona gira de Swift.
D'això es dedueix la seva exitosa gira Fearless que va exercir per més de 100 dates en més de cinc països. La gira marca la primera gira de la cantant per dur a terme en els estadis de diverses parts del món.

## Actes d'obertura
- The Bright (Madrid, Espanya)
- Sezairi Sezali (Singapur)[4]
- Sam Concepcion (Filipines)[5]
- Needtobreathe (Nord-amèrica)[6]
- Sapo Johnny (Hong Kong)
- Wonderland (band) (Dublín, Irlanda)

## Llista de cançons
| Taylor Swift |
| --- |
| 1. "Sparks Fly" 2. "Mine" 3. "The Story of Us" 4. "Back to December" with snippets of "Apologize" and "You're Not Sorry" 5. "Better than Revenge" 6. "Speak Now" 7. "Fearless with snippets of I'm Yours" (acoustic) 8. "Fifteen" 9. "You Belong With Me" 10. "Dear John" 11. "Enchanted" 12. "Long Live" Encore: 1. "Love Story" |